# 安大略省同性婚姻
2003年加拿大安大略省上诉法院同意一个下级法庭的判决后，安大略省同性婚姻即成为合法。该下级法庭认为将婚姻狭义地定义为仅为异性的结合违反了《加拿大权利与自由憲章》。

## 背景：最高法院的判决
2002年7月12日安大略省高級法院在哈尔珀恩等对加拿大一例中决定将婚姻狭义地限制为异性间的结合违反了权利和自由法中的同等对待的要求。该法庭给联邦政府两年的时间来通过一个同性婚姻的法律，否则的话同性婚姻将自动生效。

## 上诉法庭判决
2003年，在哈尔珀恩例中的同性伴侣向上诉法庭上诉要求最高法院的决定立即生效，而不是两年后才生效。上诉法庭认同最高法院的判决，同样认为将婚姻限制为异性结合是非法的，并决定最高法院的决定立即生效。
虽然婚姻在加拿大是一个联邦法律所规定的，但省的最高法院和上诉法院的判决在安大略省内有效。由此安大略省成为北美洲第一个在法律上承认同性婚姻的地区。多伦多市政府因此宣布开始向同性伴侣颁发婚姻证书。翌日，安大略最高检察官宣布他的政府将按法院判决行事。

## 省立法
2005年2月24日，安大略省立法机关颁布了一个法律对省现成法律进行修改来使它们与法庭的判决一致。该法律也规定宗教机构假如认为一定的婚姻方式不符合他们的宗教信仰的话，他们不被强迫对这样的婚姻方式做婚姻仪式，但民事官员必须对所有的婚姻形式同样对待。

## 离婚
2004年9月13日，安大略省上诉法院声明离婚法也违反宪法，因为离婚法不包括同性婚姻，该法庭规定将同性婚姻加入离婚法。